# Джерело «Вікнина» (Сокиряни)
Джерело «Вікнина» — гідрологічна пам'ятка природи місцевого значення. 
Розташована на території Сокирянської сільської ради Гайсинського району Вінницької області. 
Оголошена відповідно до Рішення Вінницького облвиконкому від 29.08.1984 р. № 371. 
Охороняється цінне стародавнє джерело ґрунтової води, яке існує понад 300 років, вода містить у собі гази та живить струмок, який впадає в р. Удич.

## Галерея

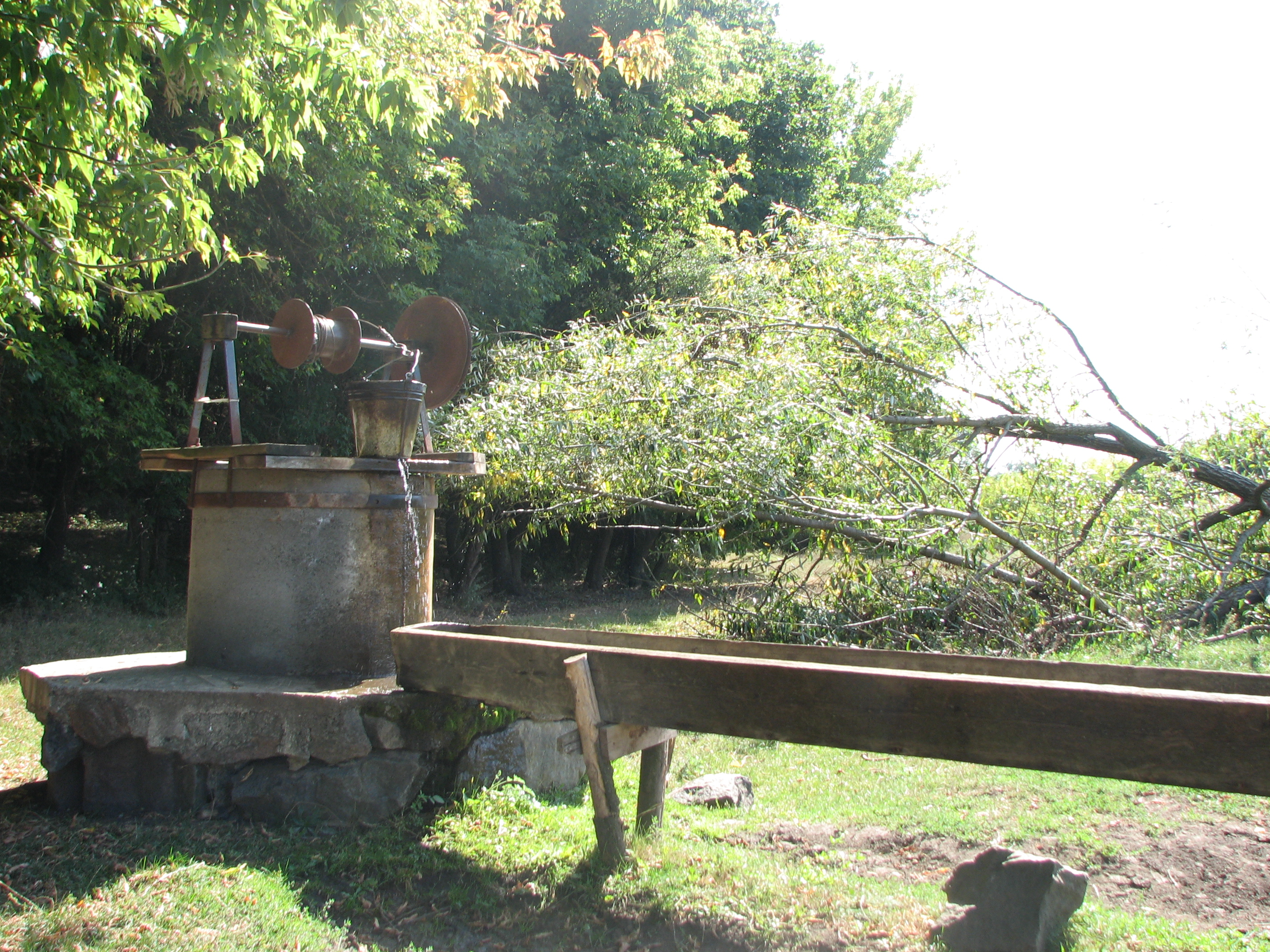
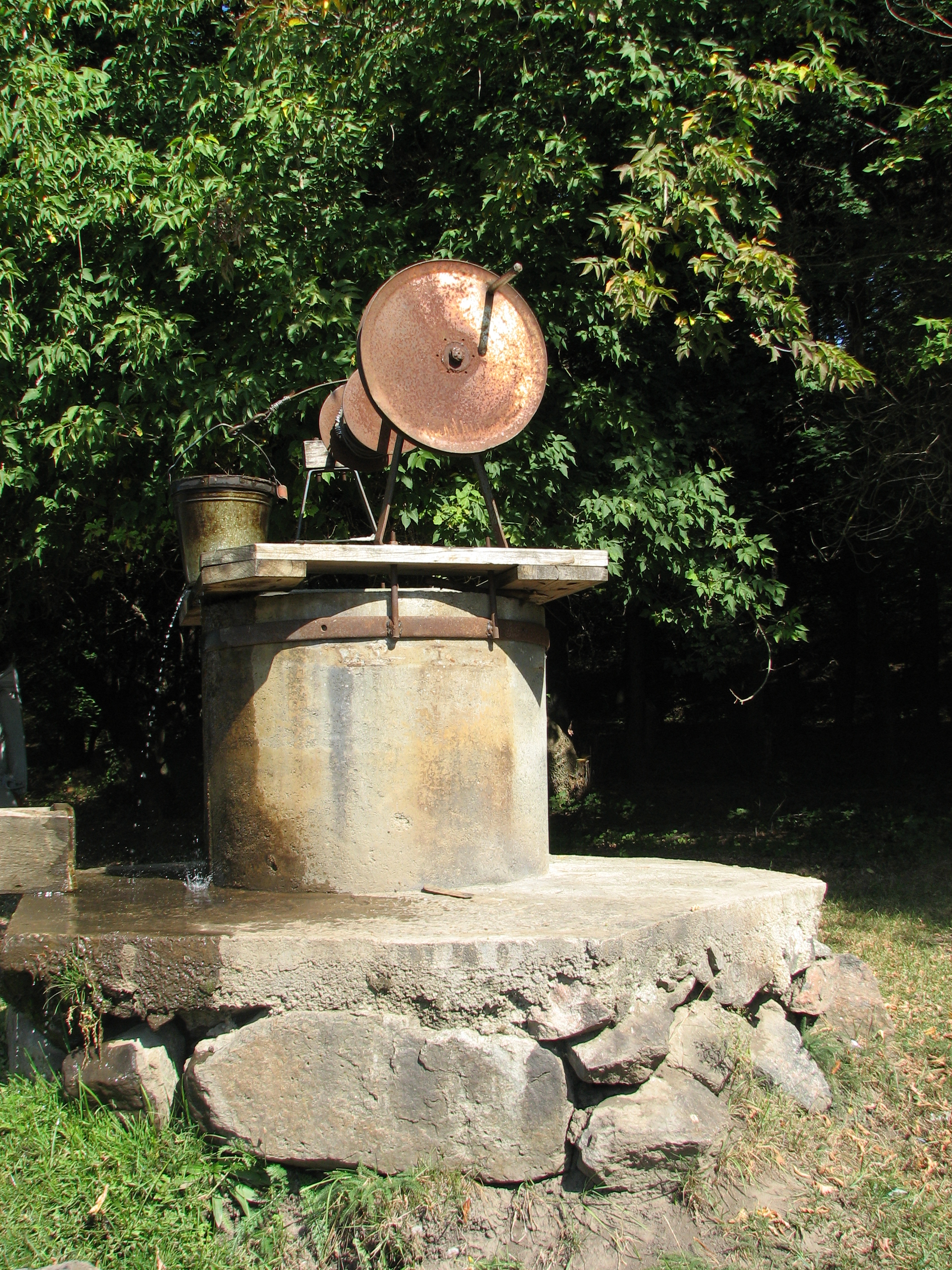